# Prisión de Kerobokan
La Prisión de Kerobokan (en indonesio: Lembaga Pemasyarakatan Kerobokan; Institución Correccional de Kerobokan) es un centro peninteciario en Kerobokan, Badung, en la isla de Bali en el país asiático de Indonesia. La prisión se abrió en 1979 y contiene alrededor de 1.000 prisioneros de diversas nacionalidades tanto masculinos como femeninos. Algunos de sus más conocidos prisioneros fueron Schapelle Corby - 20 años;. Se le concedió la libertad condicional el 7 de febrero de 2014 y fue puesta en libertad el 10 de febrero de 2014. Michael Blanc - condenado a Cadena perpetua se le concedió la libertad condicional y fue puesto en libertad en enero de 2014. Los bomberos de Bali - Amrozi bin Nurhasyim e Imam Samudra - ejecutados por un pelotón de fusilamiento por su papel clave en los atentados del club nocturno de 2002 en Kuta, Bali; y nueve australianos detenidos en el Aeropuerto de Denpasar con heroína atada a su cuerpo.